# Сэфорт Хейс, Сьюзан
Сьюзан Сэфорт Хейс (англ. Susan Seaforth Hayes; род. 11 июля 1943, Окленд, Калифорния) — американская актриса мыльных опер. Сэфорт Хейс наиболее известна благодаря своей роли Джули Уильямс в мыльной опере NBC «Дни нашей жизни», а также Джоанны Мэннинг в мыльной опере CBS «Молодые и дерзкие». За роль в «Днях нашей жизни» она четырежды номинировалась на Дневную премию «Эмми» за лучшую женскую роль в драматическом сериале.
Сэфорт Хейс является единственным актёром, кто появлялся в «Днях нашей жизни» в каждом из десятилетий её трансляции. В семидесятых она была одной из наиболее популярных звезд дневного эфира, в основном, благодаря браку с Биллом Хейсом, своим экранным партнером, с которым они поженились в 1974 году. В дополнение к ролям в дневном эфире, Сэфорт Хейс появилась в качестве гостя во множестве прайм-тайм драм в 1950—1970-х годах, а также выступала в ряде театральных постановок.

## Избранная фильмография
- Главный госпиталь (1963)
- Дни в Долине Смерти (1964, 1967 — два эпизода)
- The Young Marrieds (1966—1968)
- Дни нашей жизни (1968—1984, 1990—1995, 1994, 1996, 1999 — настоящее время)
- Молодые и дерзкие (1984—1989, 2005, 2006, 2010)
- Любовь и тайны Сансет Бич (1999)
- Дерзкие и красивые (2003)